# Wyszowate (gromada)
Wyszowate – dawna gromada, czyli najmniejsza jednostka podziału terytorialnego Polskiej Rzeczypospolitej Ludowej w latach 1954–1972.
Gromady, z gromadzkimi radami narodowymi (GRN) jako organami władzy najniższego stopnia na wsi, funkcjonowały od reformy reorganizującej administrację wiejską przeprowadzonej jesienią 1954 do momentu ich zniesienia z dniem 1 stycznia 1973, tym samym wypierając organizację gminną w latach 1954–1972.
Gromadę Wyszowate z siedzibą GRN w Wyszowatem utworzono 31 grudnia 1961 w powiecie monieckim w woj. białostockim, na mocy uchwały nr 18/3 WRN w Białymstoku z dnia 26 września 1961, z obszaru zniesionych gromad: Bajki Stare i (częściowo okrojonej) Szorce.
Gromadę Wyszowate zniesiono 1 stycznia 1972, a jej obszar włączono do gromad Trzcianne (wsie Stare Bajki, Krynice, Szorce i Wyszowate) i Krypno (wieś Bajki Zalesie).